# Anna Veronika Wendland

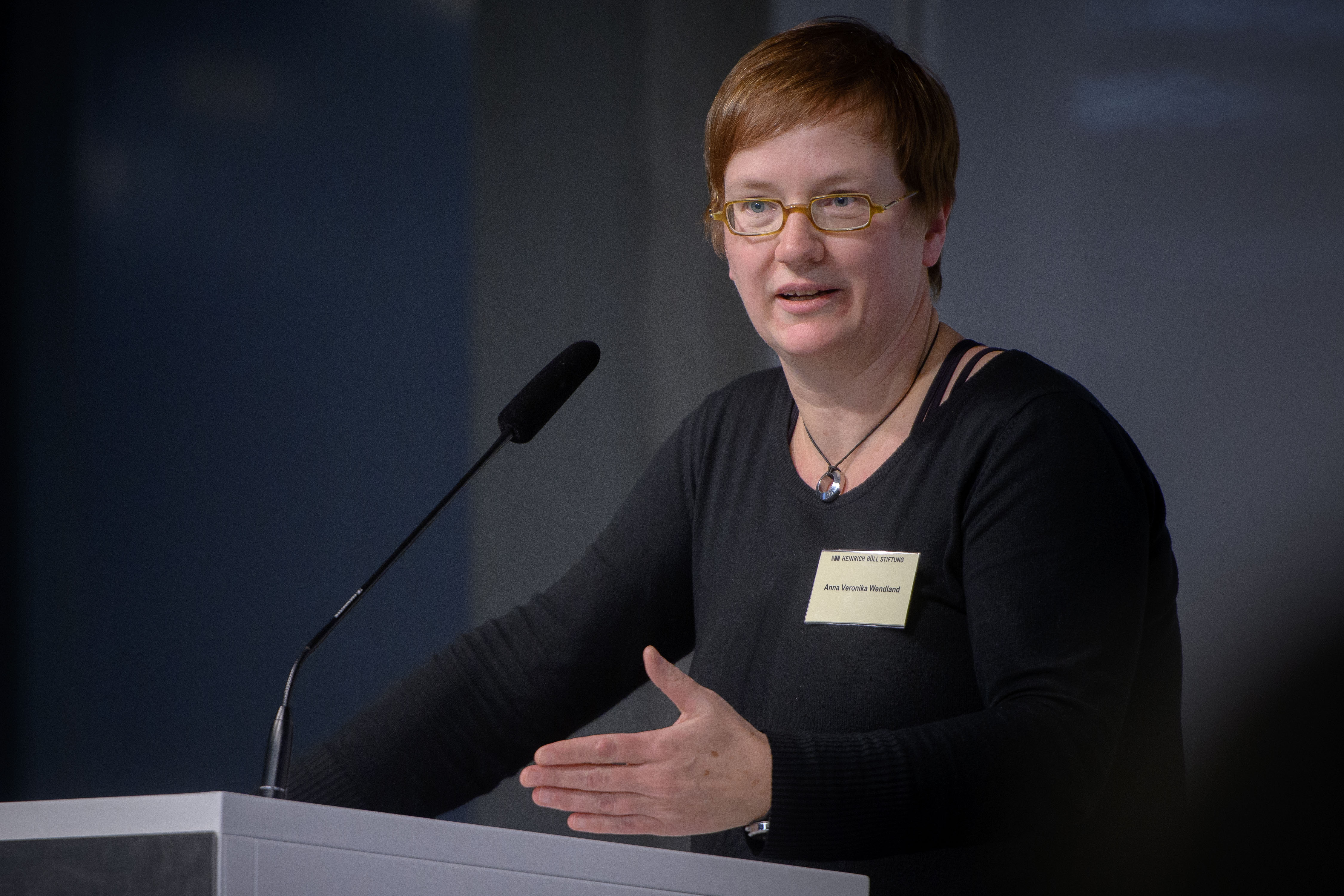
Anna Veronika Wendland (2016)

Anna Veronika Wendland (* 6. Juni 1966 in Remscheid) ist eine deutsche Technik- und Osteuropahistorikerin sowie Publizistin. Sie tritt für die Nutzung von Kernenergie ein.

## Forschung
Nach dem Abitur studierte Wendland in Köln und Kiew osteuropäische Geschichte, Politikwissenschaft sowie Slavistik und promovierte 1998 in Köln mit dem Thema Die Russophilen in Galizien. Ukrainische Konservative zwischen Österreich und Russland 1848–1915. Die Dissertation wurde mit dem Fritz-Theodor-Epstein-Preis des Verbands der Osteuropahistoriker ausgezeichnet. Nach Zwischenstationen in Leipzig und München arbeitet sie seit 2009 im Herderinstitut für historische Ostmitteleuropaforschung in Marburg, betraut unter anderem mit dem Direktionsbereich Forschungskoordination.
Wendlands Forschungsinteressen umfassen Umwelt- und Technikgeschichte Ost- und Ostmitteleuropas, insbesondere Atomstädte, Kernenergie und städtische Lebenswelten in Russland, der Ukraine und Litauen 1965 bis 2011; Nationsbildungsprozesse, Nationalismus, soziale Identitäten in Ostmittel- und Osteuropa vom 18. bis ins 21. Jahrhundert; Erinnerungskulturen, Erinnerungsorte und historische Selbstzeugnisse.
Hinzu kommt ihre technikhistorische Forschung zur vergleichenden Geschichte und Gegenwart der Reaktorsicherheit. Dazu arbeitet Wendland seit 2013 im Bereich Industrial Anthropology als Teilnehmende Beobachterin von Mensch-Maschine-Beziehungen in Kernkraftwerken in Osteuropa und Deutschland. Ihr Interesse gilt außerdem der Kerntechnik als Erfahrung der Moderne und als imperiale Integrationstechnologie im östlichen Europa, außerdem der visuellen Geschichte der Kernenergie.
Zusammen mit dem Historiker Eckart Conze leitete Wendland ein Projekt der Deutschen Forschungsgemeinschaft zum Thema „Erweiterte Sicherheit“. Wendland forschte an der Justus-Liebig-Universität Gießen und war dort eine Teilprojektleiterin des LOEWE-Schwerpunkts „Konfliktregionen im östlichen Europa“.
2021 legte Wendland an der Philipps-Universität Marburg ihre Habilitationsschrift mit dem Titel Kerntechnische Moderne. Atomstädte, nukleare Arbeit und Reaktorsicherheit in Ost- und Westeuropa 1966-2021 vor und wurde am 15. Dezember 2021 habilitiert.

## Engagement für die Nutzung von Kernkraft zur Stromerzeugung
Nach anfänglicher Beteiligung an der Anti-Atomkraft-Bewegung in Deutschland wandelte sie sich zur Kernkraftbefürworterin. 1991 besuchte sie zum ersten Mal das Kernkraftwerk Tschernobyl. Wendland engagierte sich bis zu ihrem Austritt im Jahr 2021 bei Nuklearia und ist ferner Mitglied bei Ökomoderne und der GWUP. Sie tritt, laut eigener Aussagen, aus linker Perspektive für Kernkraft ein.
Für Kernenergie warb Wendland in unterschiedlichen Medien aus einem breiten Teil des politischen Spektrums. Dazu gehörten die Junge Freiheit, die taz, Spiegel Online, und Welt Online. Nach einer kurzen Publikationsphase als Gastautorin bei Die Achse des Guten wechselte sie zum Blog Salonkolumnisten.
Sie hält die laufende deutsche Energiewende ohne Kernkraft für kaum umsetzbar und setzt sich daher für den Weiterbetrieb und Neubau von Kernkraftwerken ein. Letzteres durch Bau von Anlagen des Typs Generation 3+.
Im Juli 2020 veröffentlichte Wendland gemeinsam mit Rainer Moormann ein Memorandum mit energiepolitischen Forderungen zur Rolle der Kerntechnik in der Energiewende. Sie argumentierten, dass im Sinne des Klimaschutzes und der Versorgungssicherheit ein befristeter möglichst staatlicher Weiterbetrieb der zu der Zeit noch laufenden sechs deutschen Kernkraftwerke notwendig wäre, und empfahlen, die gesetzlichen Rahmenbedingungen dafür sofort zu schaffen. Das sollte es bilanziell gestatten, etwa 60 Prozent der deutschen Braunkohleverstromung schnell zu beenden, was einer CO2-Emissionsreduktion um 10 Prozent entspräche. Weiters empfahlen sie, im Jahr 2030 die Frage des Neubaus von Kernkraftwerken auf Basis von Leichtwasserreaktoren dann zu erörtern, wenn bis dahin die technischen Voraussetzungen für eine weitgehend auf erneuerbaren Energien basierende Energiewende nicht geschaffen worden sein sollten und so eine zu intensive Fossilnutzung über 2050 hinaus drohen würde. Das Memorandum wurde von deutschen, französischen, Schweizer und US-amerikanischen Zeitungen wie Forbes aufgegriffen.
Das Memorandum wurde mehrfach kritisiert. So wird laut dem Grünen-Politiker Hans-Josef Fell das CO2-Einsparpotential massiv überschätzt, er gibt, wie auch der Journalist Wolfgang Pomrehn bei Telepolis vorrechnet, nur ein maximales anfängliches Einsparpotential von 4 Prozent der jährlichen Emissionen an. Ein Blogbeitrag des IPPNW wirft Wendland und Moormann vor, die Studienlage sowie die Marktentwicklung zu den Möglichkeiten einer KKW- und fossilfreien Stromerzeugung zu ignorieren. Moormann und Wendland nahmen zur geäußerten Kritik Stellung und wiesen die technisch motivierten Kritikpunkte zurück.
Die deutschen KKW-Betreiber äußerten sich zu den Inhalten des Memorandums nicht, lehnten aber eine erneute Diskussion über Laufzeitverlängerungen ab.
In einem im März 2022 auf Zeit Online erschienenen Artikel warf die Journalistin Annika Joeres Wendland beleidigende Äußerungen über Wissenschaftler und Wissenschaftsjournalisten, „Nazianalogien“ und zweifelhafte Publikationskanäle vor. Daraus schließt Joeres, dass Wendland sich nicht um eine ordentliche Diskussion bemühe.
2022 erschien Wendlands Sachbuch Atomkraft? Ja bitte!. Darin plädiert sie für eine Kombination aus Erneuerbaren und Kernenergie – für Deutschland ungefähr im Verhältnis 60 zu 40 – als Beitrag zum Erreichen des 1,5-Grad-Ziels. Der Wissenschaftsjournalist Manfred Lindinger beschreibt das Werk in seiner Rezension auf FAZ.NET als spannendes Buch, das „vor allem zum Nachdenken anregen“ soll. Die Autorin verfüge über „fundiertes Wissen über Kerntechnik“, provoziere mit ihren Thesen und bemühe sich um sachliche Argumentation.
Sie trat als Sachverständige beim 2. Untersuchungsausschuss der 20. Wahlperiode des Deutschen Bundestages auf, der sich mit den Entscheidungsprozessen über einen möglichen Weiterbetrieb der deutschen Kernkraftwerke infolge des russischen Überfalls auf die Ukraine beschäftigte.

## Weitere Mitgliedschaften
Sie war zudem Mitglied des Petersburger Dialogs, ist Mitherausgeberin der Zeitschrift für Ostmitteleuropa-Forschung und gehört der Deutsch-Ukrainischen Historikerkommission (DUHK) an. Von 2016 bis 2021 gehörte sie dem Fachbeirat Europa/Transatlantik der Heinrich-Böll-Stiftung an. Ferner ist sie Mitglied im Johann Gottfried Herder-Forschungsrat und im Beirat des Center for East Central European Urban History.

## Privates
Wendland ist verheiratet, hat drei Söhne und lebt in Leipzig.

## Auszeichnungen
- 2000: Fritz-Theodor-Epstein-Preis

## Veröffentlichungen
- Die Russophilen in Galizien. Verlag der Österreichischen Akademie der Wissenschaften, 2001, ISBN 3-7001-2938-6.
- mit Andreas R. Hofmann: Stadt und Öffentlichkeit in Ostmitteleuropa 1900–1939. Steiner, Stuttgart 2002, ISBN 3-515-07937-8.
- Wie wir die Karten lesen. Forost-Arbeitspapier. Forost, München 2007, ISBN 978-3-9810703-5-4.
- Reaktorsicherheit als Zukunftskommunikation: Nuklearpolitik, Atomdebatten und kerntechnische Entwicklungen in Westdeutschland und Osteuropa 1970-2015. In: Kampmann et al. (Hrsg.): „Security turns its eye exclusively to the future“: Zum Verhältnis von Sicherheit und Zukunft in der Geschichte (= Politiken der Sicherheit. Band 3). Nomos Verlag, Baden-Baden 2017, ISBN 978-3-8452-8673-0, S. 305–352, doi:10.5771/9783845286730 (uni-marburg.de [PDF]).
- Atomkraft? Ja bitte! Klimawandel und Energiekrise: Wie Kernkraft uns jetzt retten kann. Quadriga, Köln 2022, ISBN 978-3869951232.
- Das Kernkraftwerk Zaporižžja: Kriegsschauplatz und Testfall der Reaktorsicherheit. In: Osteuropa. Band 73, Nr. 10–11, Dezember 2023, S. 125–161, doi:10.35998/oe-2023-075.
- Befreiungskrieg: Nationsbildung und Gewalt in der Ukraine. Campus-Verlag, Frankfurt am Main 2023, ISBN 978-3-593-51748-3.

### Herausgeberschaft
- Zeitschrift für Ostmitteleuropa-Forschung[48]